# Брюхово (Кадуйский район)
Брюхово — деревня в Кадуйском районе Вологодской области.
Входит в состав Никольского сельского поселения (до 2015 года входила в Андроновское сельское поселение), с точки зрения административно-территориального деления — в Андроновский сельсовет.
Расположена на левом берегу реки Амбуй (приток Шулмы). Расстояние по автодороге до районного центра Кадуя — 40 км, до центра сельсовета деревни Андроново — 2 км. Ближайшие населённые пункты — Андроново, Семенская, Тименская, Чудиново, Якшинская.
По переписи 2002 года население — 4 человека.